# Biblioteka Narodowa Republiki Czeskiej

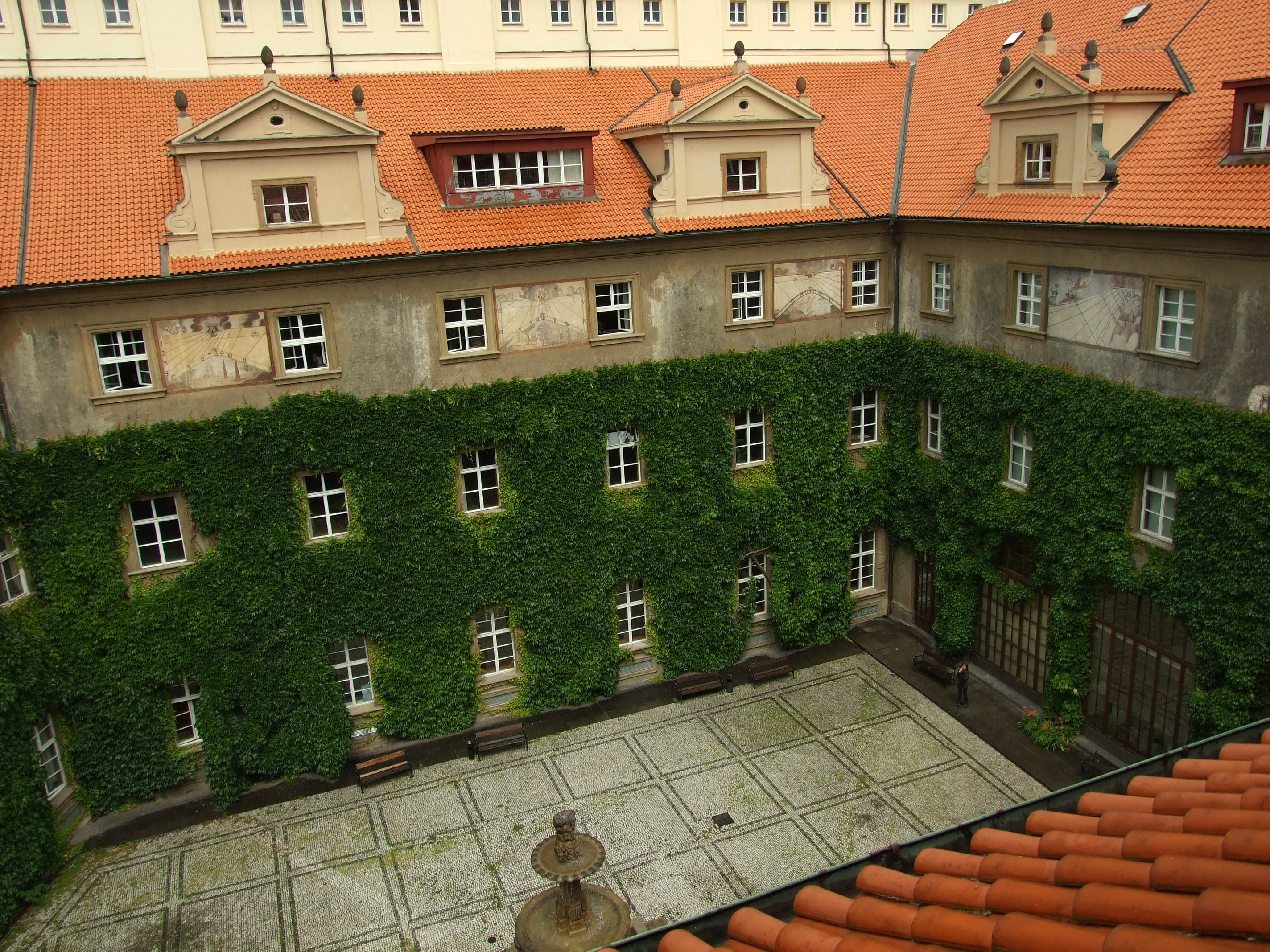
Gmach Clementinum

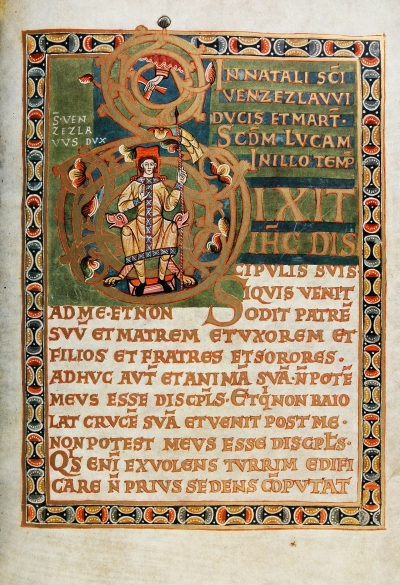
Karta kodeksu wyszehradzkiego z przedstawieniem św. Wacława

Biblioteka Narodowa Republiki Czeskiej (cz. Národní knihovna České republiky) – biblioteka narodowa Czech z siedzibą w Pradze. Biblioteka znajduje się w gmachu Clementinum. Jedna z najstarszych bibliotek na terenie Czech, której zbiory obejmują ponad 6,5 miliona woluminów.

## Historia
Początki zbiorów bibliotecznych sięgają XIV wieku, kiedy to po utworzeniu uniwersytetu w Pradze, w 1366 roku król czeski Karol I podarował uczelni kodeksy średniowieczne. Od 1622 uniwersytet był prowadzony przez jezuitów, którzy przenieśli uniwersytet wraz ze zbiorami bibliotecznymi do zbudowanego w 1556 roku gmachu Clementinum.
Pod koniec XVIII wieku zbiory uniwersytetu otrzymały z nadania cesarzowej Marii Teresy tytuł Królewsko-Cesarskiej Biblioteki Publicznej i Uniwersyteckiej (cz. c.k. Veřejná a univerzitní knihovna).  Biblioteka posiadała od 1782 roku prawo do egzemplarza obowiązkowego. Początkowo tylko z terenu Pragi, w 1807 rozszerzono go do druków z całych Czech, a w 1935 roku z terenu Czechosłowacji.
W 1918 roku zbiory biblioteki objęto nadzorem państwowym nowo-powstałej Czechosłowacji. W 1924 utworzono bibliotekę słowiańską, która od 1929 roku znajduje się również w gmachu Clementium. W 1935 roku biblioteka została przemianowana na Bibliotekę Narodową i Uniwersytecką, wprowadzono również obowiązek dla wydawców przekazywania zawsze jednego egzemplarza wydawanego dzieła do zbiorów biblioteki. Po zajęciu Czechosłowacji przez III Rzeszę, biblioteka została przemianowana na Bibliotekę Miejską i Uniwersytecką (cz. Zemská a univerzitní knihovna). W 1958 roku bibliotekę połączono ze zbiorami innych praskich bibliotek w Narodową Bibliotekę Czechosłowacji. W roku 1990 biblioteka otrzymała swoją obecną nazwę.
W 2005 roku Biblioteka Narodowa Republiki Czeskiej otrzymała nagrodę Jikji dla instytucji i osób prywatnych, które najlepiej realizują cele projektu UNESCO Pamięć Świata.

## Zbiory
Biblioteka posiada kolekcje kodeksów średniowiecznych podarowanych przez króla czeskiego Karola I uniwersytetowi w Pradze w 1366 roku. Zbiory manuskryptów obejmują m.in. kodeks wyszehradzki z końca XI wieku, martyrologium Kunegundy – opatki klasztoru św. Jerzego na zamku praskim (1312), Velislai biblia picta z pierwszej połowy XIV wieku.
W zbiorach biblioteki przechowywane są dokumenty związane z Komeniuszem (Comeniana) i Mozartem (Mozartiana) oraz prywatne zbiory biblioteczne Bernarda Bolzana i Franciszka Šaldy.
Biblioteka posiada również największe w Europie środkowo-wschodniej zbiory materiałów do studiów slawistycznych z zakresu historii, filozofii, lingwistyki, literatury, etnologii, stosunków politycznych, socjologii i sztuki.
Od 2000 biblioteka prowadzi projekt Webarchiv, zajmujący się archiwizacją czeskich stron internetowych. 

### Biblioteka Słowiańska
W 1924 roku Ministerstwo Spraw Zagranicznych utworzyło Rosyjską Bibliotekę Ministerstwa Spraw Zagranicznych. W 1927 roku po rozszerzeniu zbiorów o publikacje w innych językach zmieniono nazwę na Biblioteka Słowiańska Ministerstwa Spraw Zagranicznych. Gromadzono zbiory filologiczne i historyczne. Nie gromadzono natomiast druków medycznych i technicznych. W 1929 roku została przeniesiona do Clementinum – siedziby Biblioteki Narodowej. Jednak nadal, bo do 1938 roku biblioteka podlegała Ministerstwu Spraw Zagranicznych. Po wojnie zakupiono zbiory literatury radzieckiej, często z dziedzin niezwiązanych z dotychczasowym profilem zbiorów. Po 1956 roku powrócono do wcześniejszej polityki gromadzenia zbiorów. W 1958 roku biblioteka stała się jednym z działów Biblioteki Narodowej.